# Dolce (araldica)
Dolce (trovasi anche scritto dolze o dolse) è un termine utilizzato in araldica per indicare un animale che si trova nelle arme venete e dalmate. Viene raffigurato rampante, dal corpo leonino, senza criniera e con il collo allungato, con muso e orecchie a punta, talvolta cornuto e soffiante fiamme; la coda è normalmente ramificata in modo simile ai draghi araldici. Alcuni autori lo indicano erroneamente come una specie di volpe.